# Torneo de Córdoba 2022
El Córdoba Open 2022 fue un evento de tenis profesional de la categoría ATP 250 que se jugó en pistas de tierra batida. Se trató de la 4.a edición del torneo que forma parte del ATP Tour 2022. Se disputó en Córdoba, Argentina del 31 de enero al 6 de febrero de 2022 en el predio del Estadio Mario Alberto Kempes.

## Distribución de puntos
| Modalidad            | Campeón | Finalista | Semifinales | Cuartos de final | 2ª ronda | 1ª ronda | Clasificados | 2ª ronda de clasificación | 1ª ronda de clasificación |
| Individual masculino | 250     | 165       | 100         | 50               | 25       | 0        | 13           | 7                         | 0                         |
| Dobles masculino     | 250     | 150       | 90          | 45               | 20       | 0        | -            | -                         | -                         |

## Cabezas de serie

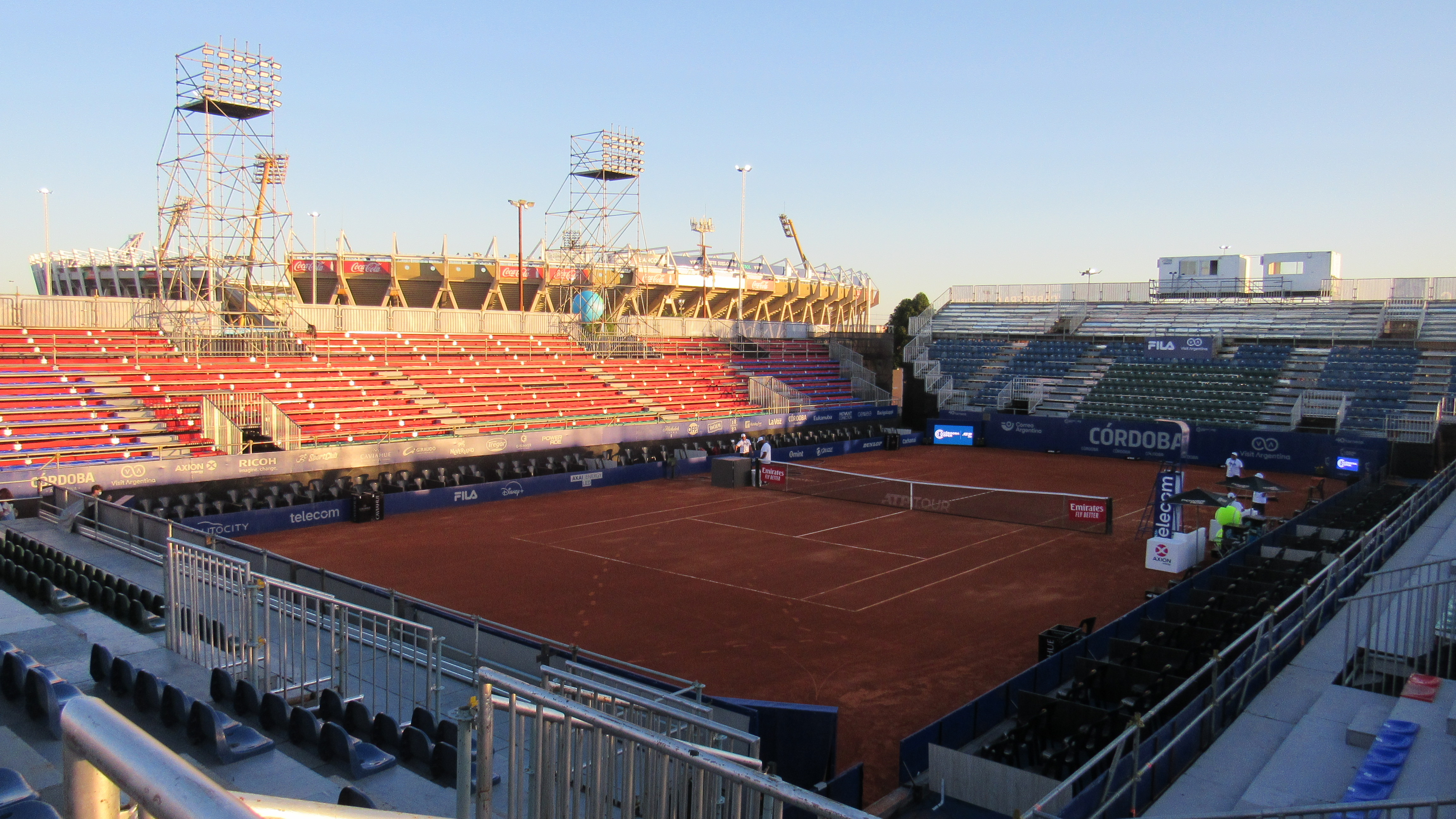
Cancha Central del Córdoba Open 2022

### Individuales masculino
| Tenista           | Ranking | Preclasificado |
| Diego Schwartzman | 13      | 1              |
| Dominic Thiem     | 16      | 2              |
| Christian Garín   | 19      | 3              |
| Lorenzo Sonego    | 26      | 4              |
| Federico Delbonis | 38      | 5              |
| Albert Ramos      | 44      | 6              |
| Benoît Paire      | 56      | 7              |
| Pedro Martínez    | 61      | 8              |

- Ranking del 17 de enero de 2022.[2]

### Dobles masculino
| Tenistas                          | Ranking | Preclasificado |
| Santiago González Andrés Molteni  | 83      | 1              |
| Romain Arneodo Benoît Paire       | 142     | 2              |
| André Göransson Nathaniel Lammons | 146     | 3              |
| Guillermo Durán Máximo González   | 147     | 4              |

## Campeones

### Individual masculino
Albert Ramos venció a  Alejandro Tabilo por 4-6, 6-3, 6-4

### Dobles masculino
Santiago González /  Andrés Molteni vencieron a  Andrej Martin /  Tristan-Samuel Weissborn por 7-5, 6-3